# Skaland
Skaland es una localidad y el centro administrativo del municipio de Senja en Troms, Noruega. Skaland se ubica en la costa del Bergsfjorden al noroeste de la isla de Senja, a unos 15 km de Senjahopen y a 70 km de Tromsø. El pueblo de Finnsæter está a 4 km al sur.
El mayor empleador es una fábrica de grafito. La iglesia de Berg se asienta aquí.

## Galería de imágenes

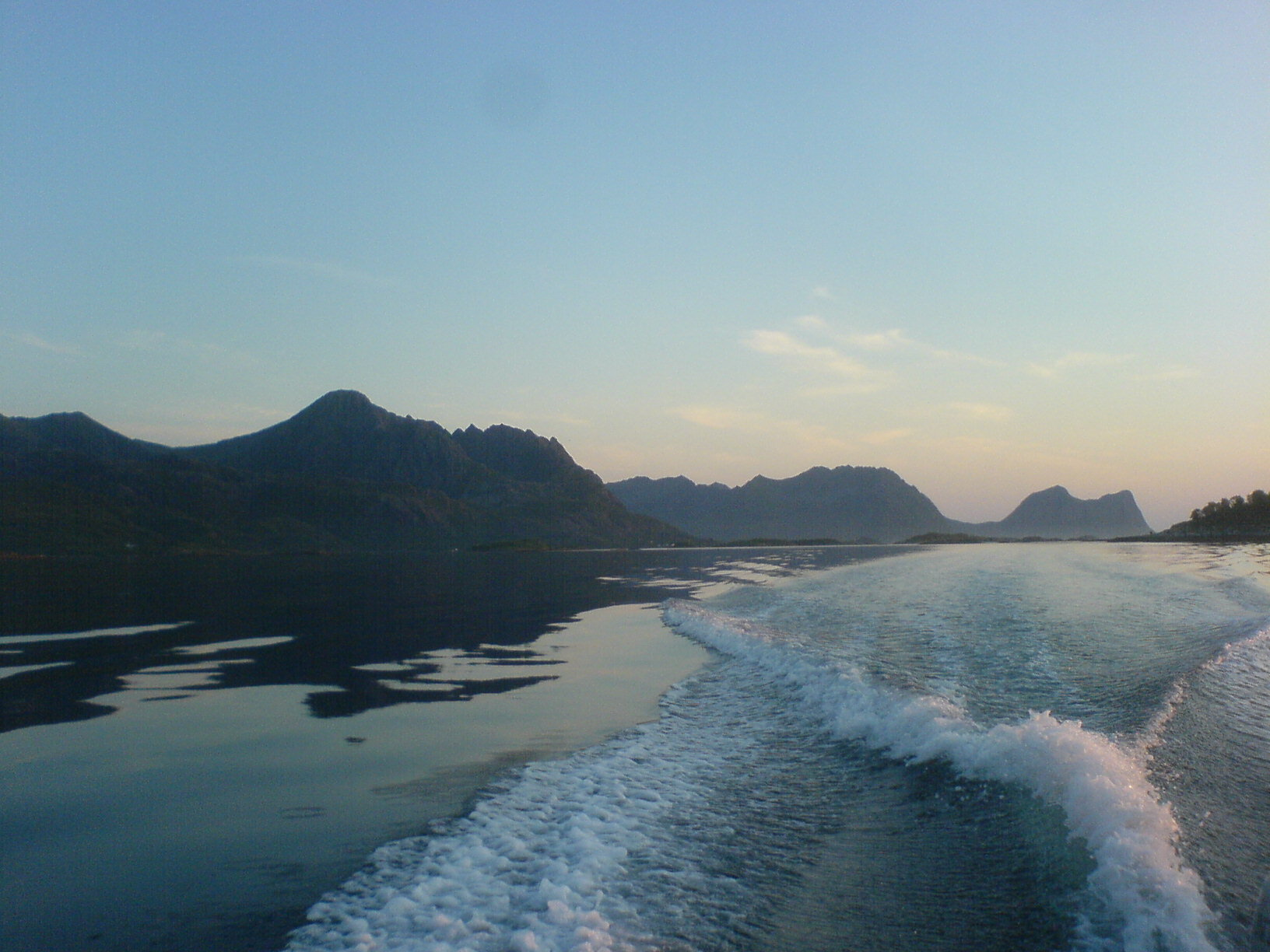
Finnsæter
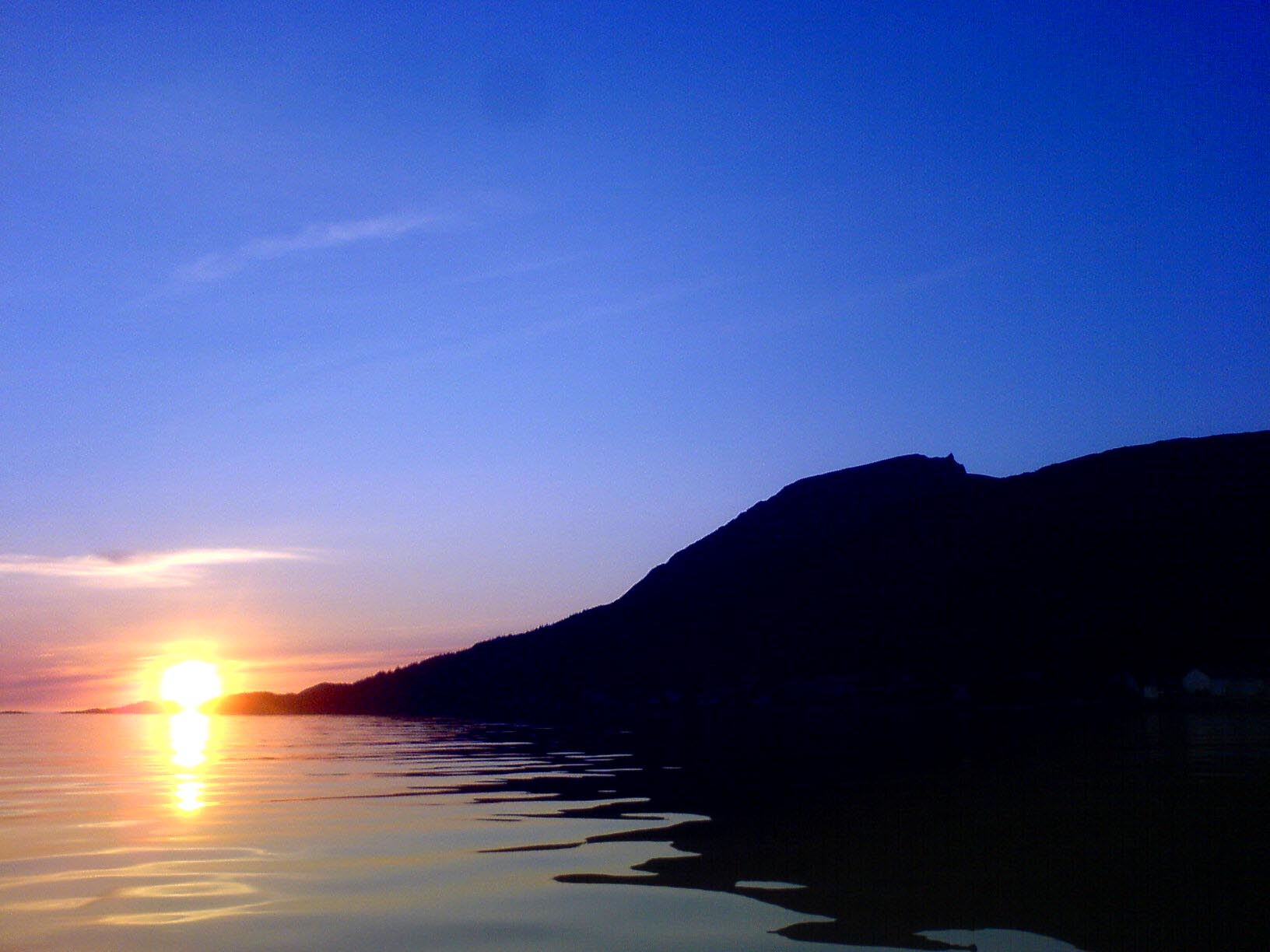
Solnedgang
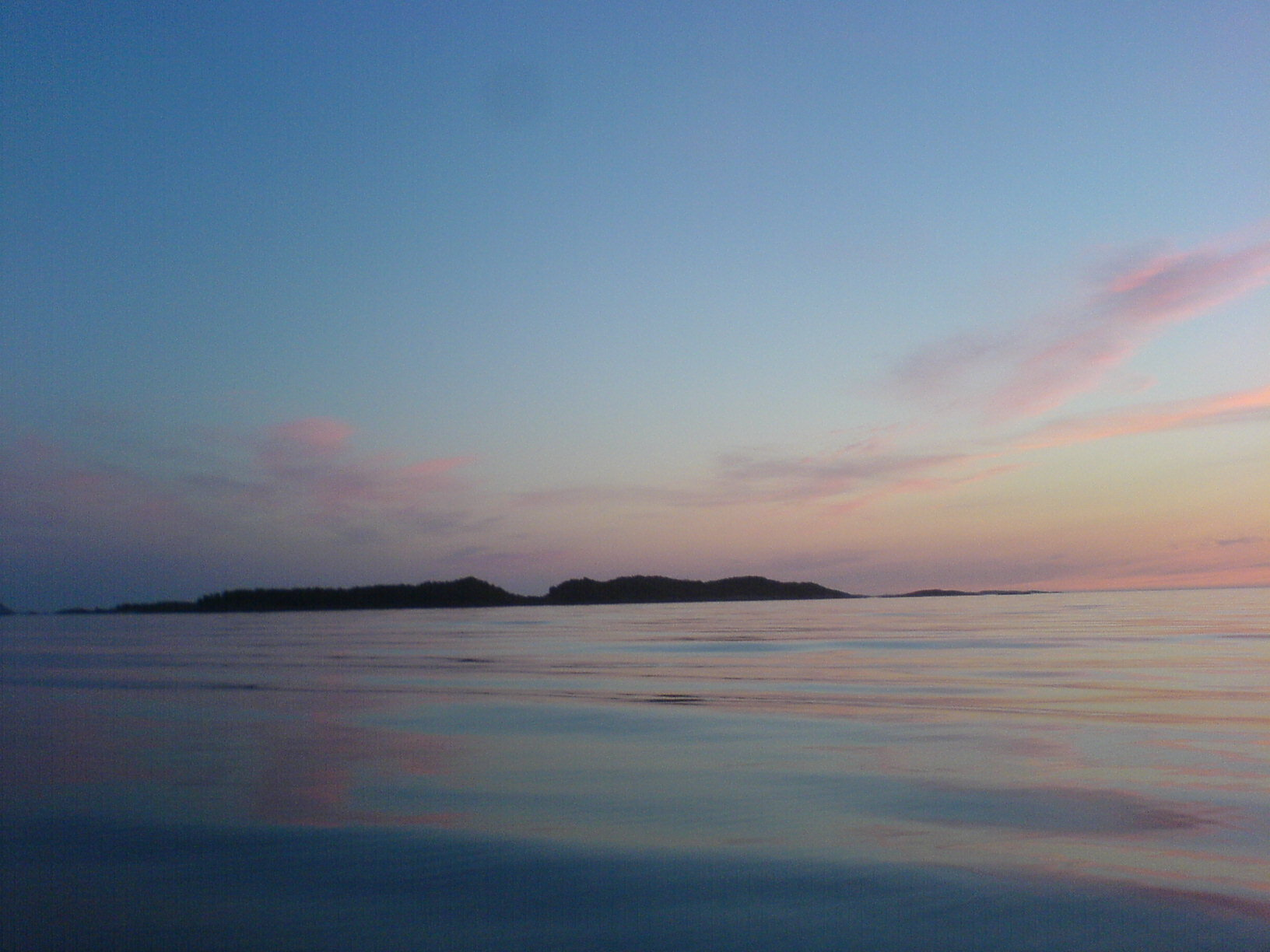
Bergsøyan
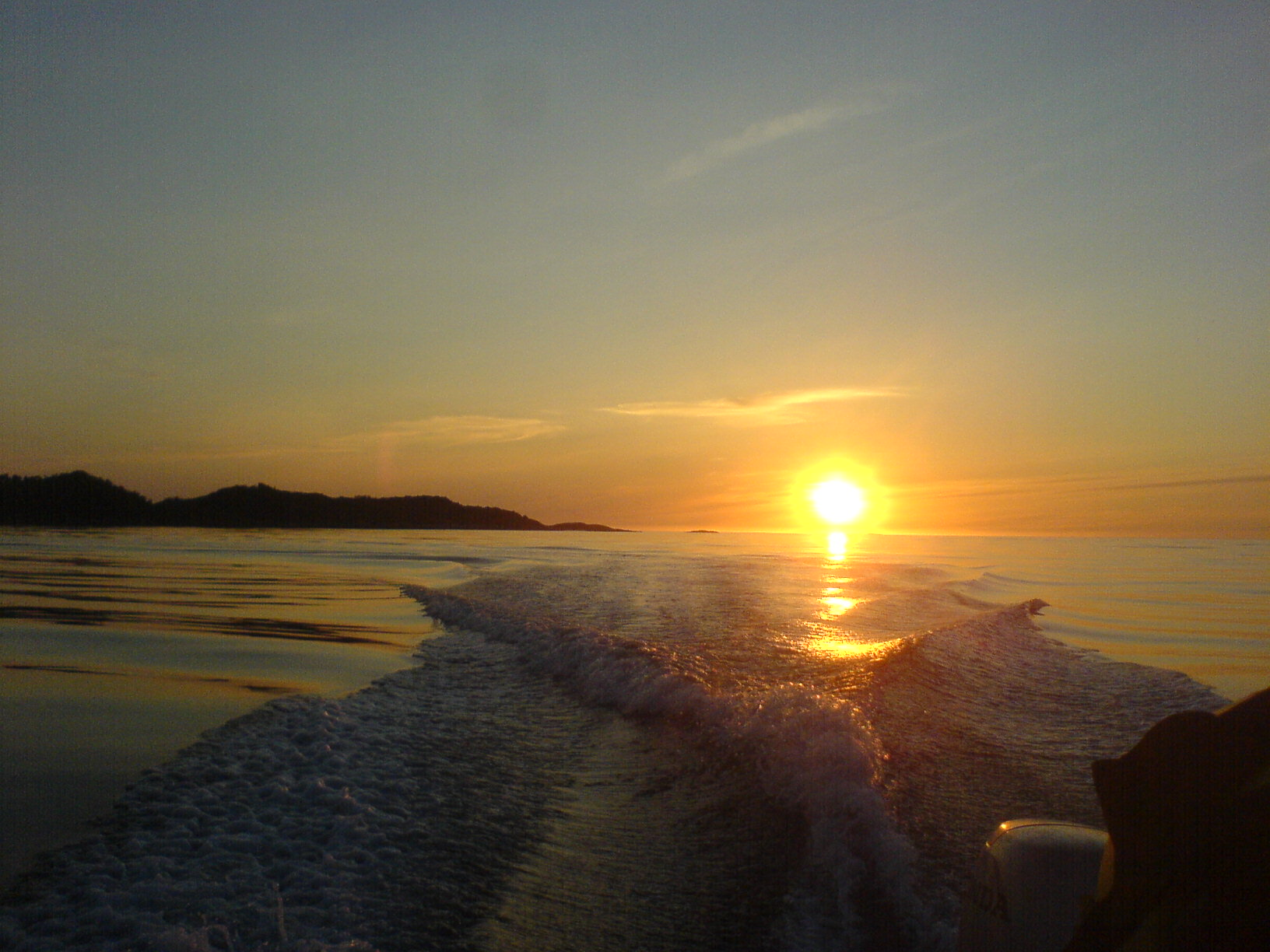
Bergsøyan